# Hrs and Hrs
Hrs and Hrs è un singolo della cantautrice statunitense Muni Long, pubblicato il 1º febbraio 2022 come terzo estratto dal terzo EP Public Displays of Affection.

## Descrizione
Descritta da Elias Leight di Rolling Stone come una ballata R&B, Hrs and Hrs ha iniziato a guadagnare popolarità dopo essere divenuta un fenomeno su TikTok.

## Promozione
L'artista, accompagnata da un gruppo musicale e un coro, ha fatto il suo debutto televisivo con il brano al Tonight Show il 21 febbraio 2022.

## Video musicale
Il video musicale è stato reso disponibile il 23 novembre 2021.

## Successo commerciale
Hrs and Hrs è divenuto il primo ingresso in top ten dell'interprete nella Hot R&B/Hip-Hop Songs statunitense con 11,5 milioni di stream e 3 500 copie digitali raccolte nella pubblicazione datata il 6 gennaio 2022, fattori i quali hanno favorito la salita del pezzo nella top forty della Hot 100.

## Classifiche

### Classifiche settimanali
| Classifica (2022) | Posizione massima |
| ----------------- | ----------------- |
| Canada            | 69                |
| Nuova Zelanda     | 15                |
| Paesi Bassi       | 91                |
| Regno Unito       | 41                |
| Stati Uniti       | 16                |
| Sudafrica         | 14                |

### Classifiche di fine anno
| Classifica (2022) | Posizione |
| ----------------- | --------- |
| Stati Uniti       | 57        |